# 홍병규
홍병규(1916년 11월 9일 ~ 2011년 9월 23일)는 대한민국의 기업인이다.